# Z8Games
Z8Games — международная компания специализирующиеся на издании и дистрибуции игр. Издает свои игры в Европе, США, Канаде, Бразилии и Латинской Америке. Издает для англоязычных пользователей онлайн-игры CrossFire, Lost Saga, Dragon Nest. Z8Games принадлежит Smilegate West, канадскому онлайн-издателю.

## Маркетинг
Основным продуктом компании Z8Games выступают «free-to-play» игры, которые позволяют играть пользователю без обязательного внесения денежных средств. В рамках монетизации игр компания предлагает игрокам свою валюту Z8 Points или ZP, которую игроки могут приобрести за реальные деньги.

## CrossFire
Cross Fire — это условно-бесплатный южнокорейский тактический сетевой шутер от первого лица. Разработчиком игры является компания SmileGate. В 2012 году CrossFire стала основной экшен-дисциплиной киберспортивного мероприятия World Cyber Games. CrossFire повествует о противостоянии двух группировок: «Global Risk» и «Black List». За свои успехи игроки получают очки опыта, при наборе определённого их числа игрок повышается в звании. Самое младшее звание в игре — «Салага», самое старшее — «Маршал». За игровую валюту (очки) в игровом магазине можно покупать различное оружие и вещи, но некоторые его товары доступны только за ZP, которые следует приобретать за реальные деньги.

## Lost Saga
Lost Saga - это условно-бесплатный файтинг в 3D. 8 декабря 2013 года WeMade USA закрыл сервис Lost Saga для пользователей из Канады и Америки. 18 декабря 2013 года Z8Games начал дистрибуцию Lost Saga для канадских и американских пользователей. 25 ноября 2014 года Lost Saga также была выпущена Steam версия игры для пользователей из Канады и Америки. В игре Lost Saga участвуют персонажи из научной фантастики, культуры и истории.
В Lost Saga есть много режимов, в том числе: Prisoner, Team Deathmatch, Deathmatch, Powerstone, Crown Control (режим King of the Hill), режим Champion (более традиционный режим 2D-боя) и Soccer. Lost Saga использует систему званий, вы начинаете игру как кадет и постепенно повышаете свои звания.

## Dragon Nest
Dragon Nest — условно-бесплатная многопользовательская ролевая игра (MMORPG), разработанная компанией EYEDENTITY GAMES. Игра использует систему нон-таргет, которая обеспечивает полный контроль игрока над действиями персонажа.